# Aleksandr Blinov
Aleksandr Blinov (n. 20 august 1981, Vladivostok, RSFS Rusă, URSS) este un trăgător de tir ce a reprezentat Rusia, medaliat olimpic. A participat la o ediție a Jocurilor Olimpice (2004) în care a câștigat o medalie de argint.

## Participări
Lista de mai jos prezintă principalele competiții la care a participat Aleksandr Blinov de-a lungul carierei.
- shooting at the 2004 Summer Olympics – men's 10 metre running target[*]